# Eduardo de Guzmán
Eduardo de Guzmán Espinosa (Villada, Palencia, 19 de junio de 1908-Madrid, 25 de julio de 1991) fue un periodista y escritor español, de ideología anarcosindicalista. Autor de reportajes de prensa en los años de la Segunda República, llegó a dirigir el diario cenetista Castilla Libre durante la guerra civil española. A su término, fue duramente represaliado y las circunstancias le obligaron a escribir novelas policíacas y del oeste bajo diversos seudónimos.

## Biografía
Eduardo de Guzmán Espinosa nació el 19 de junio de 1908 en Villada, provincia de Palencia, hijo de Mariano de Guzmán Torbado, abogado, y Consuelo Espinosa Echenique, maestra. En 1918, al fallecer su padre se trasladan a Valladolid, y en 1920 a Madrid, donde desarrolló toda su vida profesional.
Cuando llegó a la capital sobrevivió escribiendo cartas por encargo para personas analfabetas. Pronto tuvo claro que su vocación era el periodismo y trabajó para el diario vespertino anarquista La Tierra, donde destacó por sus reportajes sobre los sucesos de Casas Viejas (1933) y la revolución de Asturias (1934). Cuando cerró La Tierra en 1935 pasó al periódico La Libertad, donde trabajó junto a Eduardo Haro Delage, padre de Eduardo Haro Tecglen. En esa época también colaboró con Frente Libertario.
Tras el estallido de la guerra civil española dirigió el diario cenetista Castilla Libre desde la aparición del primer número, el 2 de febrero de 1937. Fue apresado en el puerto de Alicante al acabar la guerra civil e internado en el campo de concentración de Los Almendros y en el de Albatera. De allí fue trasladado a la cárcel madrileña de Yeserías. En enero de 1940 fue sometido a un consejo de guerra sumarísimo en el que también figuraba el poeta Miguel Hernández y condenado a muerte, pero en mayo de 1941 su pena es conmutada por la de prisión, logrando la libertad condicional en 1943.
Fue también miembro del Comité Nacional de la CNT, del que también formaban parte Manuel Amil Barcía, Gregorio Gallego García, Celedonio Pérez Bernardo, Francisco Bajo Bueno, Aquilino Padilla, Hilario Gil, Cecilio Rodríguez, José Expósito Leiva, Pedro Ameijeiras Blanco, Francisco Royano, Ildefonso Nieto Castañedo y Manuel Fernández. En 1951 fue acusado de espionaje e internado un año en Oviedo.
Quedó inhabilitado a perpetuidad para ejercer la profesión periodística y logró sobrevivir gracias a las traducciones que realizó para varias editoriales, y sobre todo, a las novelas policíacas y del oeste que escribió para su venta en los quioscos, utilizando diversos seudónimos, como Edward Goodman, Eddy Thorny, Richard Jackson, Anthony Lancaster o Charles G. Brown. Durante veinte años publicó más de 400 novelas de estos géneros. También escribió reportajes, cuentos y guiones de cine, aunque esto no lo libró de la represión del régimen. Desde 1969 trabajó en la agencia mexicana de noticias.
Al final de la dictadura franquista y durante la Transición colaboró en las revistas Tiempo de Historia, Triunfo e Índice, así como en Diario 16.
En 1972 publicó Aurora de sangre (Vida y muerte de Hildegart) en la que cuenta la historia de la joven feminista Hildegart Rodríguez Carballeira, asesinada por su madre en 1933, libro que fue adaptado al cine por Fernando Fernán Gómez. En los años siguientes publicó su monumental trilogía autobiográfica sobre la guerra civil y la represión de posguerra, compuesta por los volúmenes La muerte de la esperanza, El Año de la Victoria y Nosotros los asesinos. El Año de la Victoria recibió el Premio Internacional de la Prensa de 1975. Después escribió 1930: historia política de un año decisivo, La II República fue así y España entre la dictadura y la democracia. En 1985 publicó Historias de la prensa. "Concebía sus escritos como una obligación moral con todos aquellos a los que vio morir", afirma Fernando Olmeda.
Se le rehabilitó como periodista en 1978. A partir de ese momento incrementó su actividad como escritor y conferenciante, prosiguiendo en su militancia libertaria.
Eduardo de Guzmán Espinosa falleció el 25 de julio de 1991 en el Hospital Ramón y Cajal de Madrid.

## Ateneo Libertario Eduardo de Guzmán
Actualmente existe en la ciudad de Palencia un Ateneo Libertario con el nombre de Eduardo de Guzmán vinculado a CNT

### Como Eduardo de Guzmán

#### Ensayos independientes
- Madrid, rojo y negro. Milicias confederadas (1938) Reeditada con fotografías inéditas en 2023 por La linterna sorda ediciones.
- Aurora de sangre: vida y muerte de Hildegart (1972), llevada al cine en 1977 bajo la dirección de Fernando Fernán Gómez, con el título Mi hija Hildegart. Reeditada en 2014 por La linterna sorda ediciones.
- 1930: historia política de un año decisivo (1973)
- España entre las dictaduras y la democracia (1976)
- La Segunda República fue así (1977)
- Historias de la prensa (1983)
- La tragedia de Casas Viejas, 1933. Quince crónicas de guerra, 1936 (2007)

#### Trilogía Memorias de la Guerra
1. La muerte de la esperanza (1973)
2. El año de la victoria (1974)
3. Nosotros los asesinos: memorias de la guerra de España (1976)

## Premios
- Premio Internacional de Prensa por el libro El año de la victoria, concedido en París al libro político más interesante publicado en 1974. Reeditado por El Garaje Ediciones en 2009.
- Premio Libertad de Expresión, en 1982 en Valencia.